# Зесен
Зесен (њем. Sössen) општина је у њемачкој савезној држави Саксонија-Анхалт. Једно је од 43 општинска средишта округа Бургенланд. Према процјени из 2010. у општини је живјело 228 становника. Посједује регионалну шифру (AGS) 15084450.

## Географски и демографски подаци
Зесен се налази у савезној држави Саксонија-Анхалт у округу Бургенланд. Општина се налази на надморској висини од 129 метара. Површина општине износи 3,4 km². У самом мјесту је, према процјени из 2010. године, живјело 228 становника. Просјечна густина становништва износи 67 становника/km².